# Ilyushin Il-62
O Ilyushin Il-62 (apelidado Classic) é uma aeronave Soviética de longo alcance produzida em 1960 pela Ilyushin. Como sucessor ao popular turboélice Ilyushin Il-18 e com capacidade para quase 200 passageiros, o Il-62 foi o maior jato comercial quando voou pela primeira vez em 1963. Entrou em serviço pela Aeroflot em 15 de Setembro de 1967 com um voo de passageiros inaugural de Moscow para Montreal. Foi projetado em resposta da Rússia (União Soviética) aos modelos norte-americanos Boeing 707, Douglas DC-8, e o britânico Vickers VC-10. O Il-62 foi o primeiro avião de tal grandeza a ser operado pela União Soviética e um grande número de países, se tornando uma aeronave referência para voos de longo alcance durante décadas. Foi a primeira aeronave soviética pressurizada com seção central não-circular da fuselagem e portas de passageiros ergonômicas, e o primeiro jato soviético com fileira de seis assentos (o turboélice Tupolev Tu-114 também possuía este padrão) e luzes de navegação de padrão internacional.
Mais de 30 nações operaram o Il-62 com mais de 80 sendo exportados e outros arrendados por empresas russas e outras do Oriente. Versões especiais como VIP e outras conversões também foram desenvolvidas. O Il-62M se tornou o modelo que durou mais tempo operando em voos civis, durante três décadas. Uma aeronave de operação cara comparada com novos modelos, o número em uso foi então reduzido após a crise de 2008. A aeronave também não cumpre com restrições internacionais de ruído. Os sucessores do Il-62 incluem o Il-86 e o Il-96, ambos os quais foram fabricados em menor quantidade e não exportados mundialmente.
em 2021,apenas 3 aeronaves continuam em uso civil, todas empregadas pela empresa Bielorussa RADA Airlines , sendo que uma destas sofreu uma excursão de pista neste mesmo ano.

## Desenvolvimento

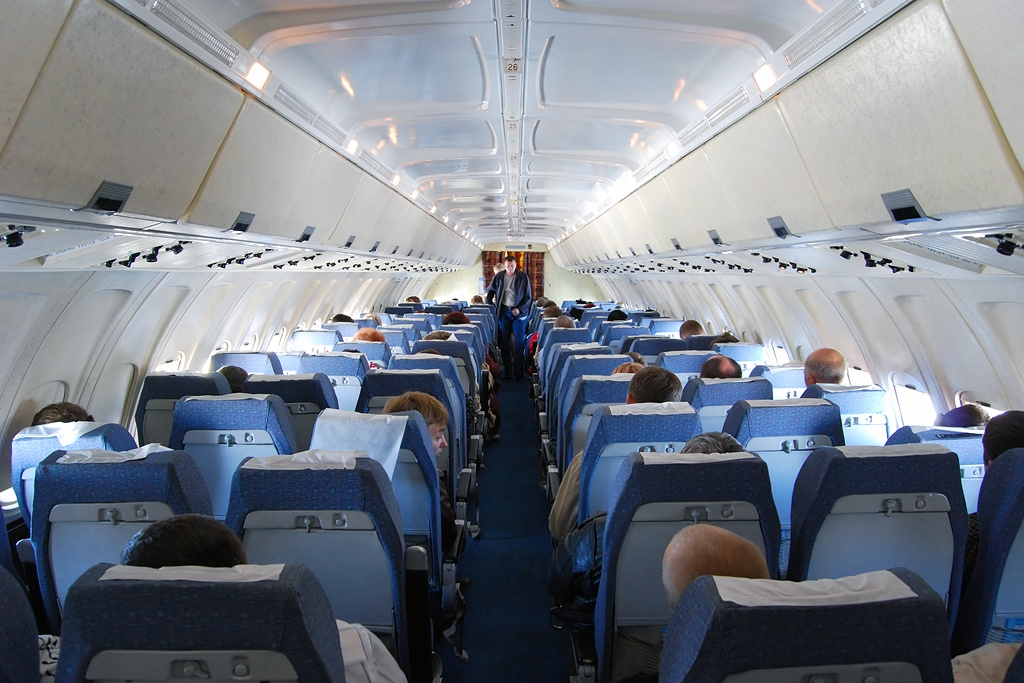
Interior de um Il-62.

O Il-62 substituiu o turboélice Tupolev Tu-114 em rotas de longo alcance. De forma que o Tu-114 entrava em serviço enquanto o Il-62 estava ainda em desenho, a Ilyushin tinha tempo para um desenho sem pressa, testes, e programa de desenvolvimento. Isto foi necessário, pois o Il-62 precisava de um desenvolvimento significante.
O Il-62 e o inglês Vickers VC-10 são as únicas aeronaves comerciais com quatro motores colocados em pares nas naceles lado a lado, e também uma cauda em forma de "T". No caso do Ilyushin, a configuração foi ditada pela TsAGI, a Agência Aeroespacial da União Soviética, desde que o escritório de design da Ilyushin não possuía recursos para trabalhar em estudos de configurações novas. Apesar de oferecer uma asa "limpa" e eficiente, a configuração com motores na fuselagem e cauda em "T" é hoje conhecida por ter um grande número de desvantagens (veja T-tail).

### Aeronaves semelhantes
- Vickers VC-10
- Boeing 707
- Douglas DC-8